# Зелена Поляна (Абзеліловський район)
Зеле́на Поля́на (рос. Зелёная Поляна, башк. Зелёная поляна) — присілок (колишнє селище) у складі Абзеліловського району Башкортостану, Росія. Входить до складу Ташбулатовської сільської ради.
Населення — 136 осіб (2010; 155 в 2002).
Національний склад:
- башкири — 57%
- росіяни — 37%